# Gutshaus Frelsdorfermühlen 4

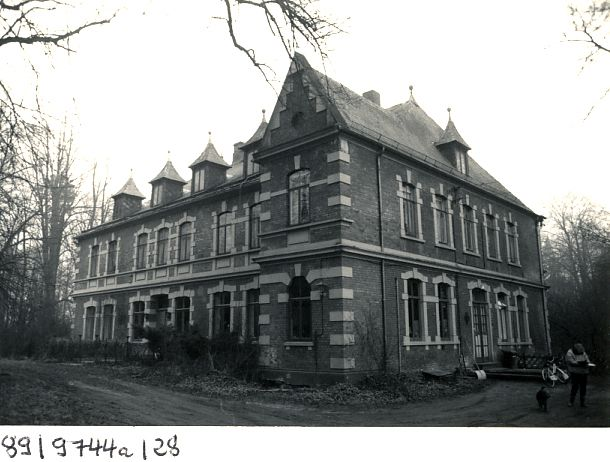
Gutshaus, Ost- und Nordfassade (1989)

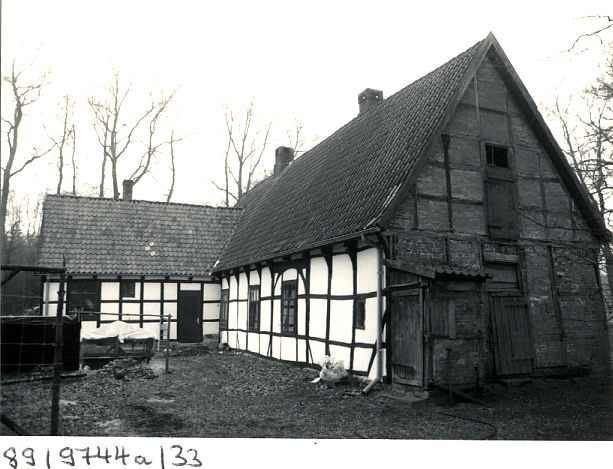
Ehemaliges Torhaus (1989)

Das Gutshaus Frelsdorfermühlen 4 in einem Wald in der niedersächsischen Gemeinde Beverstedt, Ortsteil Frelsdorf, im Landkreis Cuxhaven, stammt vom Ende des 19. Jahrhunderts. Aktuell (2024) wird es als Wohnhaus genutzt. Das Hofcafé Gut Frelsdorfermühlen steht auf dem Areal.
Das Gebäude steht unter Denkmalschutz (siehe auch Liste der Baudenkmale in Beverstedt).

## Geschichte und Beschreibung
Das ehemalige Rittergut Frelsdorfermühlen stammt aus dem 16. Jahrhundert. Erbrichter Arend von Luneberg ließ es für seine Tochter und ihren Bräutigam errichten (1562 erwähnt, um 1583 erbaut). 1894 wurde es von Freifrau Mia von Hodenberg gekauft, die das in einem Park liegende alte Gutshaus von um 1780 in repräsentativen Formen, im Stil der Neorenaissance erneuern und erweitern ließ.
Das zweigeschossige giebelständige verklinkerte Gebäude mit schiefergedecktem Walmdach und zehn Gauben mit Zeltdächern sowie dem dreigeschossigen südwestlichen Türmchen mit einer welschen Glockenhaube mit Laterne wurde als Vorgängerbau um 1780 gebaut und 1895 vollständig auf den Resten erneuert. Das Haus im Stil der Neorenaissance hat einen L-förmigem Grundriss. Der Fassadenschmuck erfolgte durch stuckierte Eckquaderungen, Einfassung von Fenstern und Türen sowie Brüstungsfeldern.
Das Landesdenkmalamt befand u. a.: „… Die Erhaltung liegt aufgrund der geschichtlichen und städtebaulichen Bedeutung wegen des ortsgeschichtlichen, gebäudetypischen, landschafts- und anlagenbildprägenden Zeugniswerts im öffentlichen Interesse. ….“
Hodenberg ist der Name einer alten niedersächsischen Adelsfamilie. Das ehemalige Torhaus Frelsdorfermühlen 3 von 1624 wurde um 1895 versetzt.